# Xaltocan (Tlaxcala)
Xaltocan es una localidad del estado mexicano de Tlaxcala. Es cabecera del municipio de Xaltocan.

## Demografía
| Censo | Población |
| ----- | --------- |
| 1900  | 1159      |
| 1910  | 1214      |
| 1921  | 1265      |
| 1930  | 1338      |
| 1940  | 1373      |
| 1950  | 1682      |
| 1960  | 1828      |
| 1970  | 2524      |
| 1980  | 631       |
| 1990  | 4106      |
| 1995  | 4451      |
| 2000  | 615       |
| 2005  | 660       |
| 2010  | 705       |
| 2020  | 1328      |